# Günther Schulze (Landschaftsarchitekt)

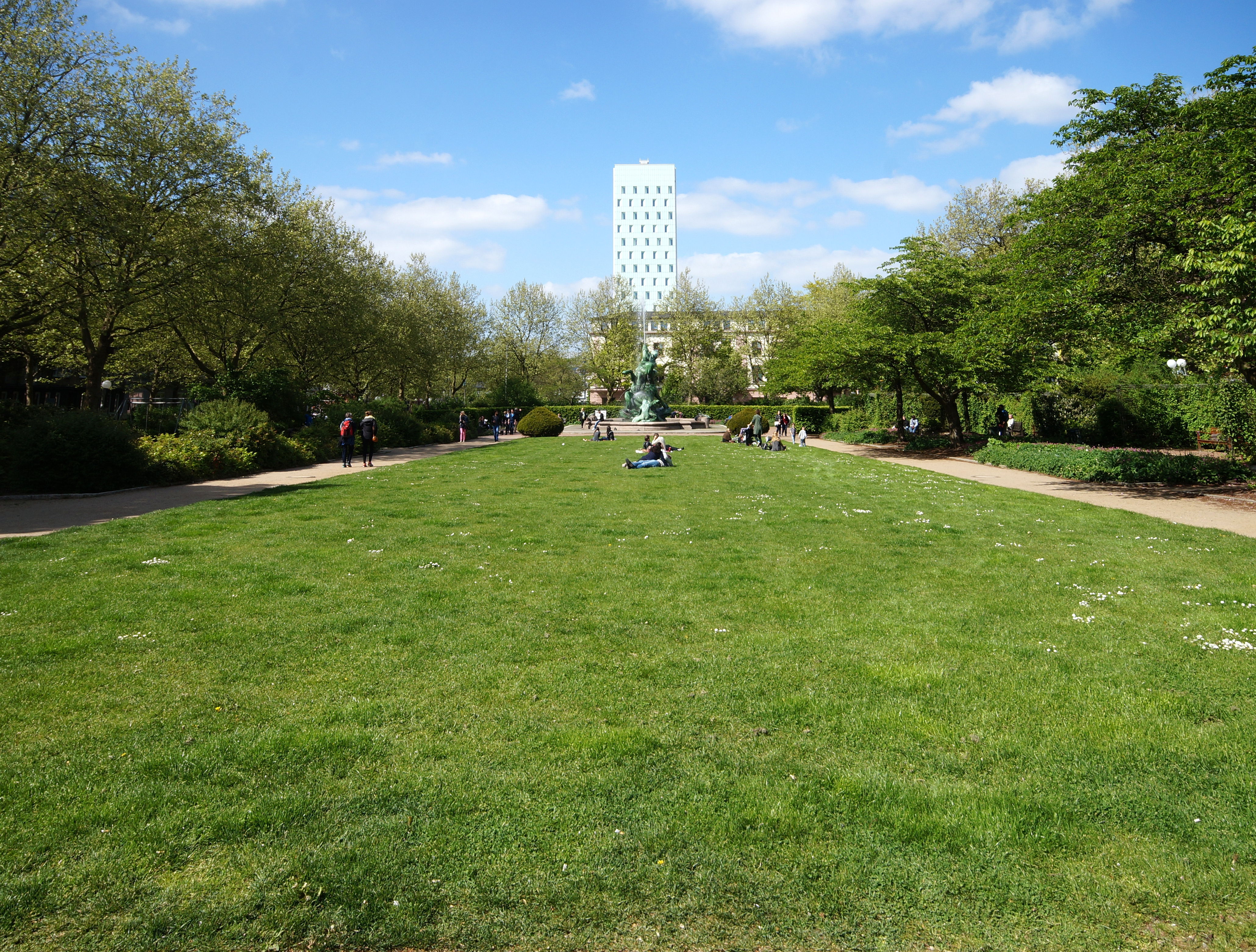
Grünflächen am Platz der Republik in Hamburg-Altona

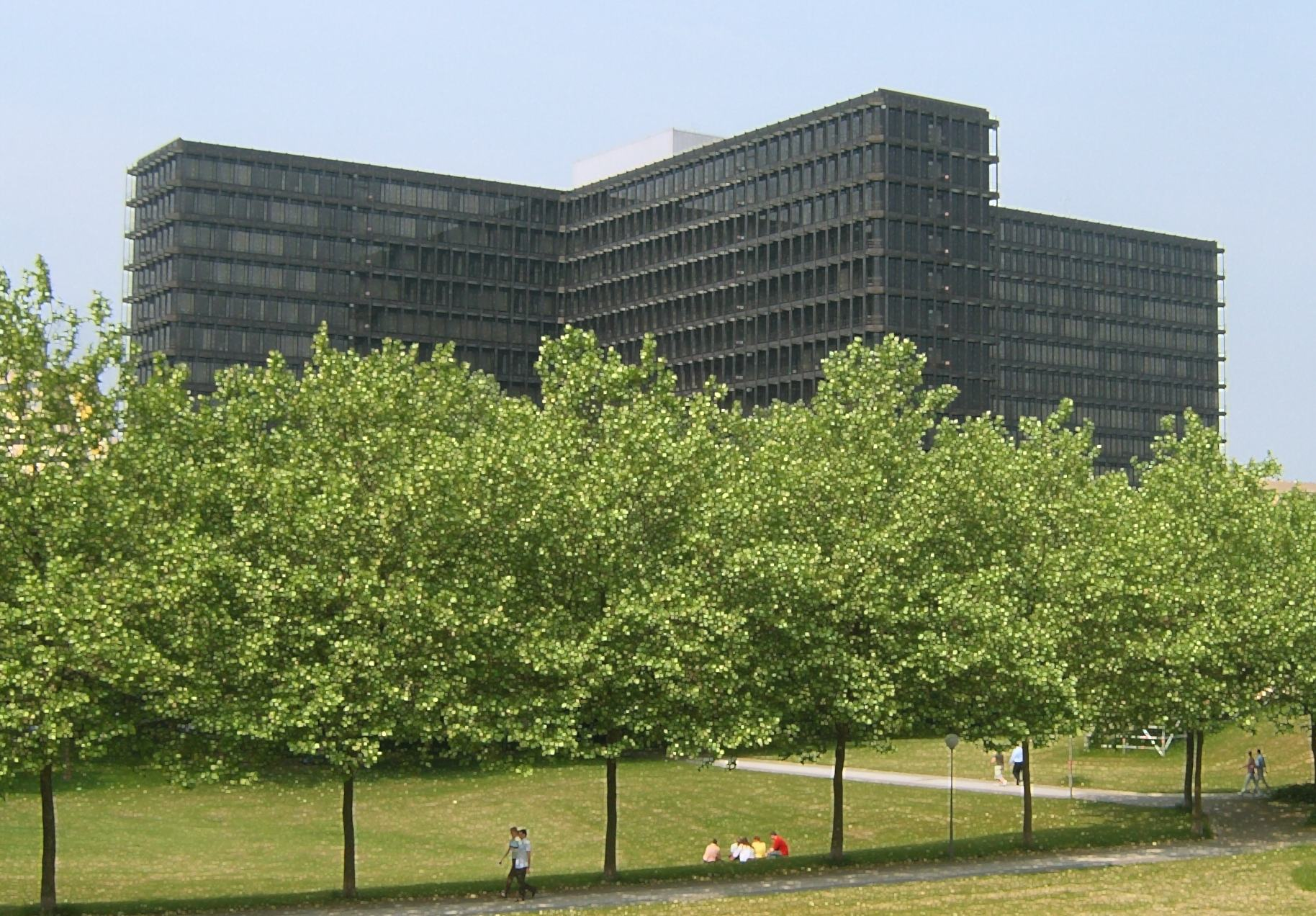
Wiesenfläche mit Platanenreihe und Bürogebäude im Hintergrund
im Hamburger City-Nord-Park

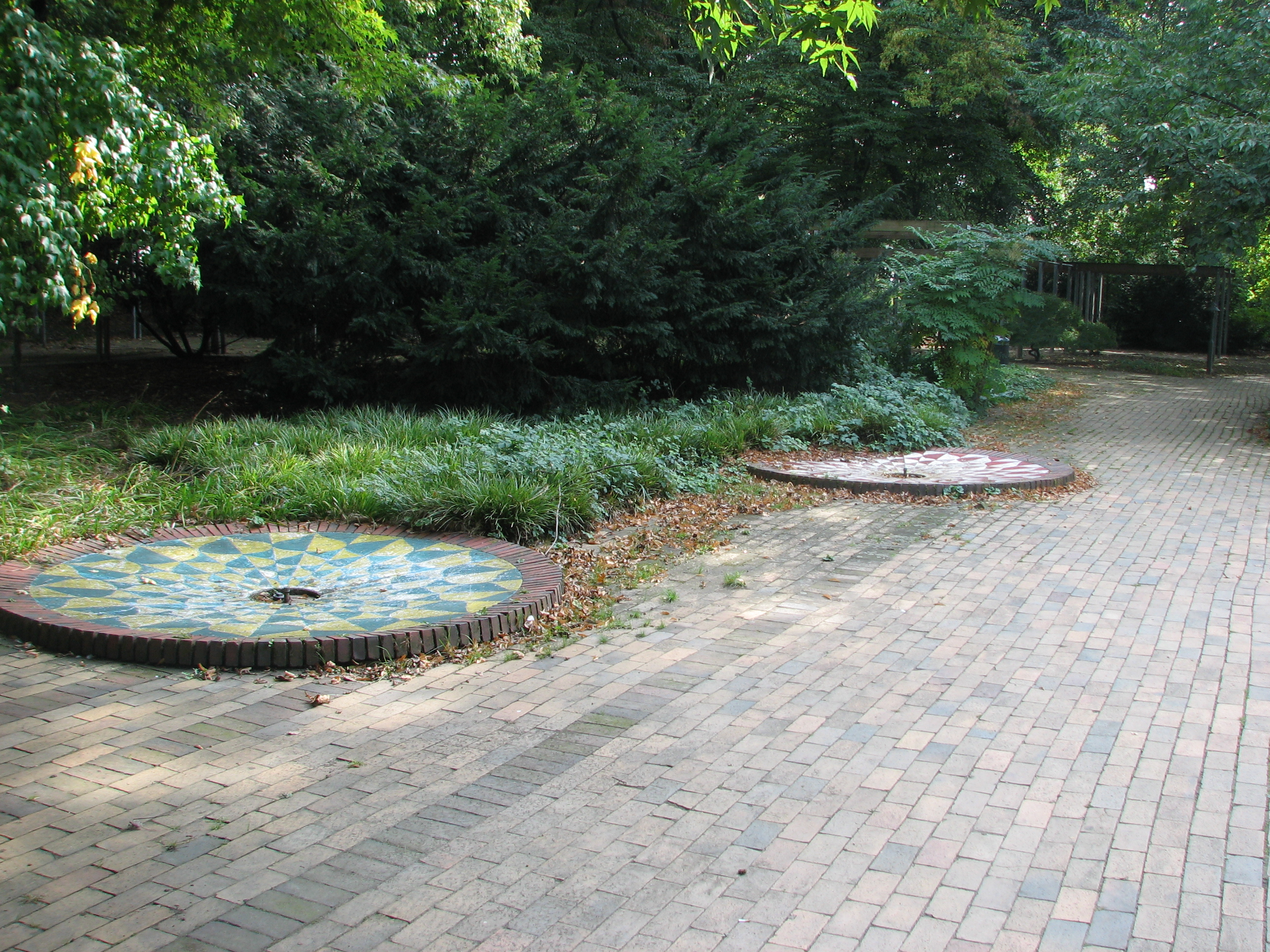
„Brunnengarten“ im Rheinpark Köln, von Günther Schulze und Joachim Winkler entworfen für die Bundesgartenschau 1957

Günther Schulze (* 17. März 1927 in Pematang Siantar, Indonesien; † 17. Mai 1994 in Hamburg) war ein deutscher Landschafts- und Gartenarchitekt. Zu seinen bekanntesten Planungen zählen der heute unter Denkmalschutz stehende City-Nord-Park und der Platz der Republik in Hamburg.

## Werdegang
Günther Schulze wurde 1927 in der kreisfreien Stadt Pematang Siantar in der Provinz Nordsumatra der indonesischen Insel Sumatra geboren. Indonesien war zu jener Zeit eine niederländische Kolonie. Von 1933 bis 1937 besuchte er ein deutsches Internat in Kabanjahe auf Sumatra. Im Alter von zehn Jahren zog seine Familie 1937 in das Deutsche Reich und ließ sich dort in Hamburg-Nienstedten nieder. Von 1937 bis 1944 besuchte er die Oberschule für Jungen – die Schleeschule – in Altona, wo er im Herbst 1944 sein Abitur machte.
Nach seinem Schulabschluss wurde er zur Wehrmacht eingezogen und diente bis 1945. Zum Kriegsende desertierte er und floh in Richtung Westen. Auf seiner Flucht geriet er in Kriegsgefangenschaft und verbrachte sechs Wochen im Kriegsgefangenenlager Munster in der Lüneburger Heide, dem größten Entlassungslager für kriegsgefangene Soldaten der Wehrmacht. Um als Erntehelfer in Westfalen zu arbeiten, wurde er im Sommer 1945 aus der Kriegsgefangenschaft entlassen. Im August kehrte er nach Hamburg zurück.

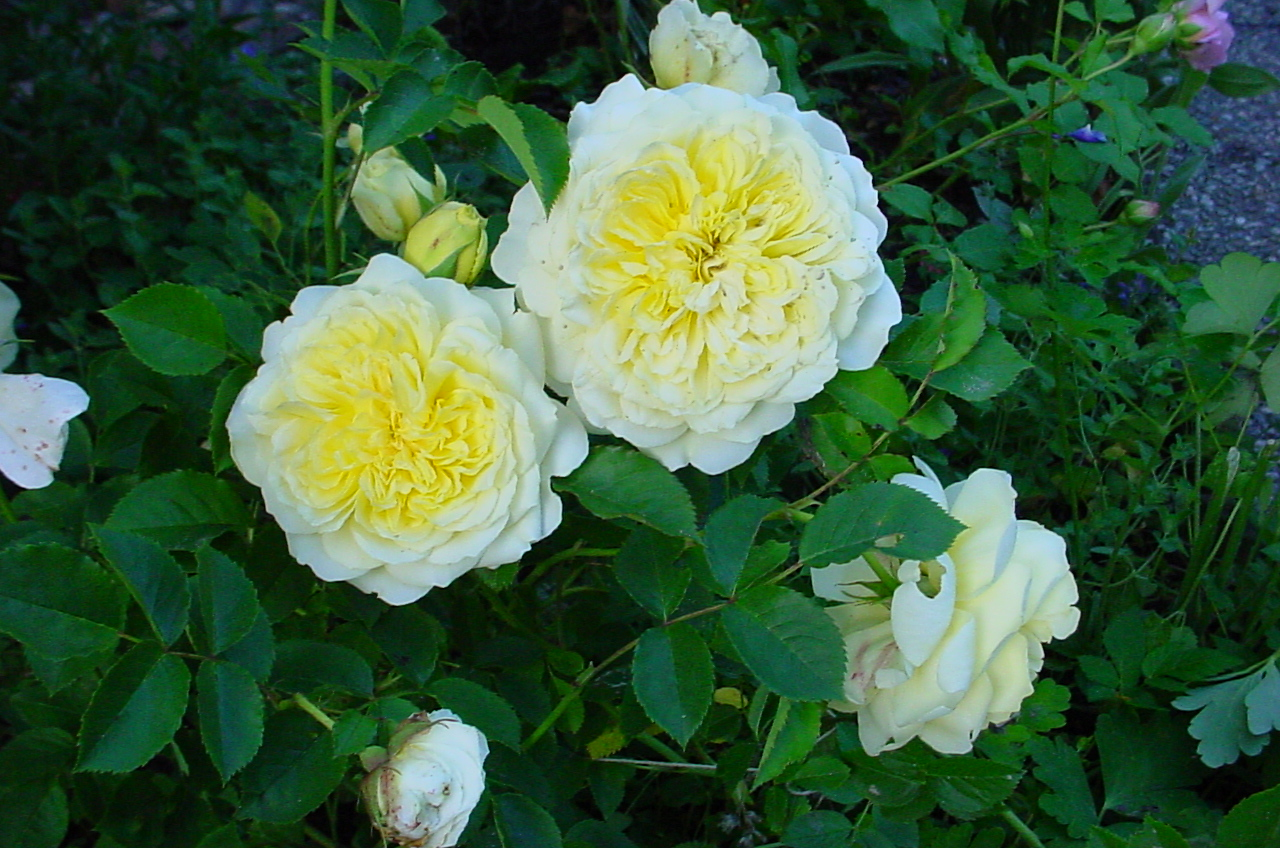
Rose „Gartenarchitekt Günther Schulze“ („The Pilgrim“)

Schulze begann 1945 eine Lehre zum Gärtnergehilfen bei der Baumschule Lorenz von Ehren in Klein Flottbek. Am 10. September 1947 legte er seine Gärtnergehilfenprüfung ab. Er arbeitete von 1947 bis 1948 als Gehilfe im Gartenarchitekturbüro von Walter Raubaum (1905–1954). 1948 begann er Gartenbautechnik an der Staatlichen Lehr- und Forschungsanstalt für Gartenbau in Weihenstephan zu studieren. Am 3. August 1950 schloss er sein Studium als staatlich geprüfter Gartenbautechniker mit der Fachrichtung Garten- und Landschaftsplanung ab. Im selben Jahr machte er sich als Gartenarchitekt in Hamburg-Nienstedten selbstständig. Er nahm an zahlreichen Wettbewerben teil und machte sich dadurch einen Namen. Als etablierter freier Landschaftsarchitekt in Hamburg war er von 1964 bis 1967 der Landesverbandsvorsitzende der Deutschen Gesellschaft für Gartenkunst und Landschaftskultur (DGGL). Während dieser Zeit übertrug man ihm die gesamte öffentliche Grünflächenplanung in Hamburg. Von 1974 bis 1982 war er Partner bei Schulze Hass Kummer Freie Garten- und Landschaftsarchitekten und von 1982 bis 1989 bei Schulze Kummer Freie Garten- und Landschaftsarchitekten. Dann betrieb er von 1989 bis zu seinem Tod 1994 das Büro Günther Schulze Freier Garten- und Landschaftsarchitekt.

## Preise / gewonnene Wettbewerbe (Auswahl)
- 1957: 1. Preis für die Gestaltung des Platzes der Republik in Altona
- 1957: 1. Preis für die Gestaltung des Busbahnhofes Wandsbek (zusammen mit Heinz Graaf)[4]
- 1960: 1. Preis für die Gestaltung der Großsiedlung Kappeln-Kopperby (zusammen mit Heinz Graaf)
- 1961: City-Nord-Park in Hamburg-Winterhude
- 1961: Grünplanung Berlin-Tiergarten
- 1963: Internationale Gartenbauausstellung (zusammen mit Heinrich Raderscha)[5][6]

## Auftraggeber (Auswahl)
| - Ev. Amalie-Sieveking-Krankenhaus, Hamburg - St. Josefs-Hospital Wiesbaden - Agaplesion Diakonieklinikum Rotenburg | - Hamburg-Mannheimer - Edeka - BP - Esso - Texaco | - GAGFAH - Kaifu Nordland e.G. - Fluwog |

## Privates
Seine Ehefrau heiratete er 1958. Das Paar bekam in den Jahren 1959 und 1968 zwei Söhne.